# San Mateo Inophil
San Mateo Inophil är en ort i Mexiko.   Den ligger i kommunen Tzompantepec och delstaten Tlaxcala, i den sydöstra delen av landet, 110 km öster om huvudstaden Mexico City. San Mateo Inophil ligger 2 543 meter över havet och antalet invånare är 256.
Terrängen runt San Mateo Inophil är platt norrut, men söderut är den kuperad. Runt San Mateo Inophil är det mycket tätbefolkat, med 1 018 invånare per kvadratkilometer. Närmaste större samhälle är Tlaxcala de Xicohtencatl, 16,3 km väster om San Mateo Inophil. Trakten runt San Mateo Inophil består till största delen av jordbruksmark.